# 破碎鳄属
破碎鳄属（学名：Confractosuchus）是爬行纲的一属。

## 下属物种
本属包括以下物种：
- Confractosuchus sauroktonos White et al., 2022[2]